# 6252 Montevideo
6252 Montevideo är en asteroid i huvudbältet som upptäcktes den 6 mars 1992 i samband med projektet UESAC. Den fick den preliminära beteckningen 1992 EV11 och  namngavs senare efter Montevideo, huvudstaden i Uruguay.
Den tillhör asteroidgruppen Koronis.
Montevideos senaste periheliepassage skedde den 15 februari 2019. [Uppdatering behövs]